# شهرستان پستراوسکی
شهرستان پستراوسکی (به لاتین: Pestravsky District) یک شهرستان در روسیه است که در استان سامارا واقع شده‌است.